# Peter Muhlenberg
Peter Muhlenberg, född 1 oktober 1746 i Providence, Pennsylvania, död 1 oktober 1807 i Philadelphia, var en tysk-amerikansk präst, militär och politiker. Han var kyrkoherde i Virginia, brigadgeneral i kontinentalarmén, kongressman och senator från Pennsylvania.

## Ungdom och tidiga liv
Muhlenberg var son till den framstående tysk-amerikanske teologen Henry Muhlenberg. Vid femton års ålder skickades han tillsammans med sina bröder till latinskolan vid den av August Hermann Francke grundade stiftelsen i Halle an der Saale. Fadern hade givit latinskolans rektor möjlighet att efter håg och fallenhet låta sönerna få antingen en teoretisk eller en praktisk utbildning. Peter blev därför lärling hos en köpman i Lübeck. 1766 rymde han dock och tog värvning vid Royal American Regiment, ett brittiskt regemente som huvudsakligen rekryterade tyskar för tjänstgöring i Nordamerika. Han återkom till Pennsylvania som sekreterare åt en av regementets officerare. Där lyckades han få avsked.  

## Präst i Virginia
I Philadelphia tog sig den svenske prosten Carl Magnus Wrangel an Muhlenberg för att lära upp honom som skolmästare. Han tjänstgjorde snart som kateket och blev 1779 vigd som diakon i den tysk-lutherska kyrkan i Pennsylvania. Muhlenberg fick nu ansvar för två församlingar i New Jersey vilka saknade präster. 1770 gifte han sig med Anna Maria Meyer. Muhlenberg kallades 1771 som kyrkoherde till en tyskspråkig församling i Shenandoah County, Virginia. Eftersom den engelska kyrkan var statskyrka i kolonin Virginia måste han bli prästvigd i denna kyrka. Nordamerika lydde under biskopen av London och han begav sig därför dit 1772. Trots att Muhlenberg var lutheran så gjorde biskopen inga svårigheter med prästvigningen, inte heller hade han själv några teologiska betänkligheter. I Virginia kom Muhlenberg att i all väsentlighet att fungera som en luthersk präst efter luthersk gudstjänstordning med tyska och engelska som predikospråk.

## General i kontinentalarmén
Oppositionen mot den brittiska regeringens Amerikapolitik gjorde Muhlenberg politiskt aktiv och han valdes bland annat till ledamot av kolonin Virginias lagstiftande församling. I januari 1776 utnämnde det revolutionära provinskonventet honom till överste i Virginias milis. Han fick i uppdrag att rekrytera ett regemente till kontinentalarmén bland de tysktalande i Virginia. När regementet upptogs i kontinentalarmén  som 8th Virginia i mars samma år blev Muhlenberg dess chef och överste i kontinentalarmén. Regementet tjänstgjorde i South Carolina och Georgia innan sjukdomar tvingade det tillbaka till hemorten. I början av 1777 befordrades Muhlenberg till brigadgeneral. Han deltog i slagen vid Brandywine och Germantown 1777 som brigadchef och utmärkte sig särskilt vid belägringen av Yorktown 1781.  

## Politiker i Pennsylvania
Muhlenberg var efter kriget mycket populär bland Pennsylvanias tyskar. Han tog avsked från den kyrkoherdetjänst han sporadiskt utövat under kriget och återvände till Philadelphia. 1784 valdes han till ledamot av statens regering och var dess vicepresident 1785-1788. Såväl Muhlenberg som hans bror Frederick valdes till ledamöter av den första amerikanska kongressen efter att USA:s konstitution antagits. Peter Muhlenberg omvaldes inte, men återvaldes 1793-1795 och 1799-1801. Han valdes till senator 1801, men avgick inom kort för att tillträda en tjänst som tullförvaltare i Philadelphia.